# Emanuel Rund
Emanuel Aronson Rund (* 1946 in New York) ist ein deutsch-US-amerikanischer Filmemacher (Dokumentarfilm), Produzent, Publizist und Historiker.

## Leben
Emanuel Rund wurde 1946 als Kind deutsch-jüdischer Emigranten aus Berlin und Leer (Ostfriesland) in New York geboren. Er wuchs in Jerusalem auf. Zunächst arbeitete er als Bildjournalist in den USA und erhielt eine Ausbildung als Filmkameramann bei CBS. Er war Regisseur und Kameramann bei vielen Film- und Fernsehproduktionen und Werbefilmen. Er lehrte Film in New York und arbeitete auch in Los Angeles, Nashville und Jerusalem.
1984 zog er nach Deutschland, wo er seine wichtigsten Dokumentarfilme drehte. Zwei Filme entstanden in Zusammenarbeit mit Elie Wiesel. Heute lebt er in München, wo er zeitweilig als Kantor der dortigen jüdischen Gemeinde arbeitete.

## Auszeichnungen
- Beim Chicago International Film Festival erhielt der Film die Auszeichnung „Silver Hugo“.

## Filmografie
- 1973–1976: Health and Human, Behaviour (20 Kurzfilme)
- 1976: Bob Dylan in Concert (Dokumentarfilm)
- 1981: Bette Midler in Concert (Dokumentarfilm)
- 1985: Elie Wiesel in Spanish Harlem (Fernsehfilm)
- 1986: Art speaks across Cultures (Kurzfilm)
- 1986: Stationen (Fernsehfilm)
- 1989: Leer – bis wann? (Dokumentarfilm)
- 1989: Inge und der gelbe Stern (Kurzfilm)
- 1990: Deutsch ist meine Muttersprache (Fernsehfilm)
- 1990: Alle Juden raus!, Judenverfolgung
- 1994: Mut ohne Befehl – Widerstand und Verfolgung in Stuttgart 1933–1945
- 1994: Zwei an der Strippe (Fernsehfilm)
- 2002: Liebe unter Verdacht

## Festivals
- Chicago International Film Festival
- Australien Film Institute, Jewish Film Festival, Sydney und Melbourne
- British Film Institute, London Jewish Festival
- Jewish Film Festival of San Francisco
- 8 th Annual European Cinema, Washington
- American Film Institute
- Denver International Film-Society
- Minneapolis Film Festival
- Los Angeles International Film Festival
- 1991 Internationale Filmfestspiele Berlin
- Biberacher Filmfestspiele
- Chicago International Film Festival
- Independent Feature Film Market New York
- 44th Edinburgh International Film Festival
- 1990 Filmfest München